# Kärråkra kyrka

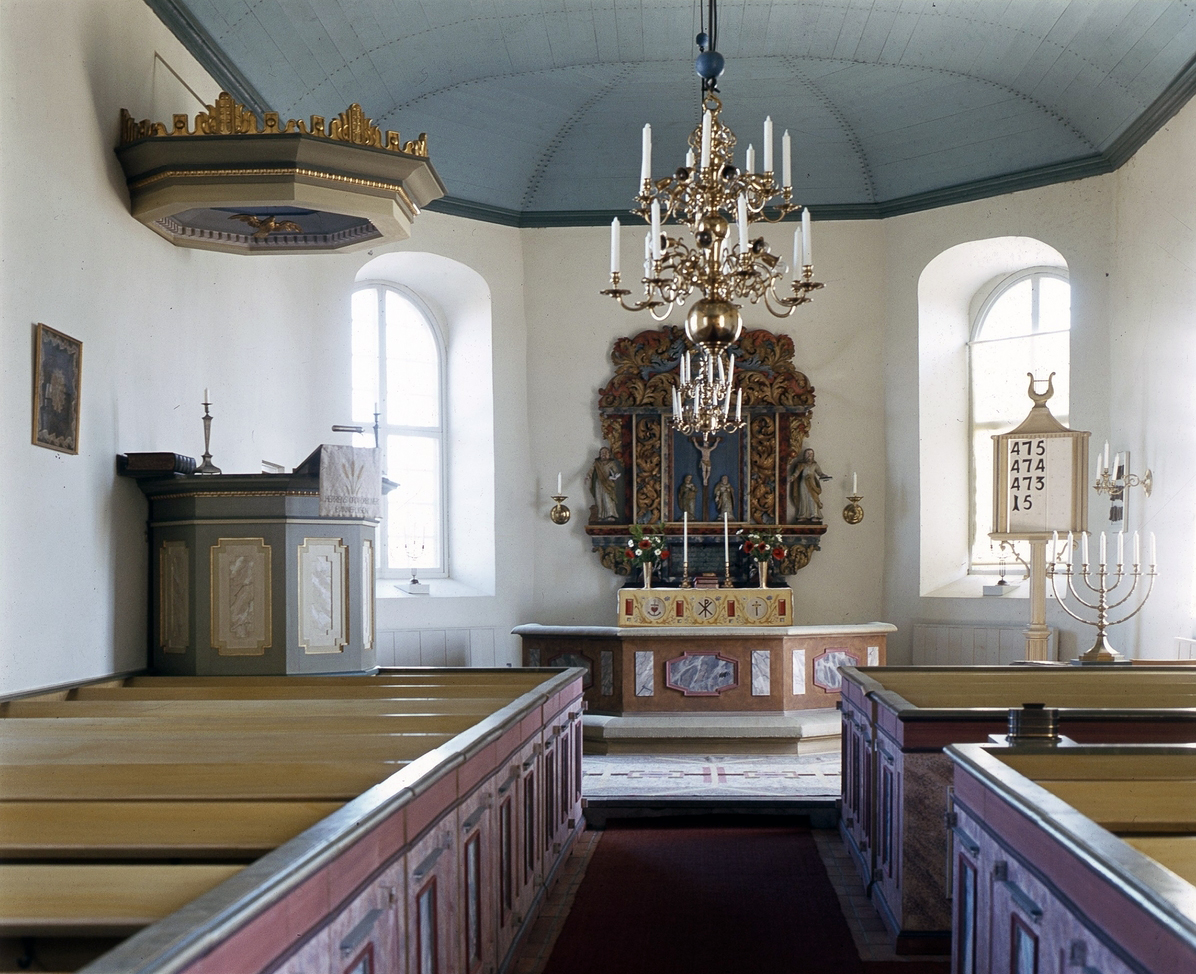
Interiör mot koret 1975.

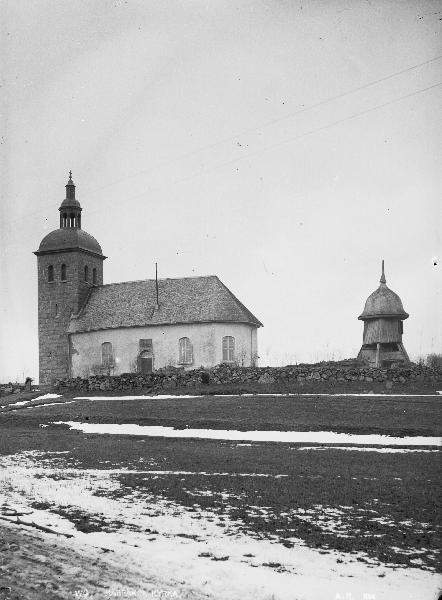
Foto på kyrkan och klockstapeln efter det att tornet tillkommit (1910) och innan klockstapeln revs (1931).

Kärråkra kyrka är en kyrkobyggnad i den norra delen av Ulricehamns kommun. Den tillhör sedan 2006 Hällstads församling (tidigare Kärråkra församling) i Skara stift.

## Kyrkobyggnaden
Den första kyrkan var enligt traditionen en träkyrka, möjligen en stavkyrka, belägen på en plats kallad Högen. Från denna ska man ha tillvaratagit ekstockar som förmodas ingå i den nuvarande kyrkan.
Någon gång på 1100-talet eller i början av 1200-talet uppfördes nuvarande sandstenkyrka. År 1729-1730 försågs kyrkorummet med nya takvalv och 1822 tillkom ett större, tresidigt avslutat kor vid östra sidan och en sakristia byggdes norr om koret. Ett kyrktorn av huggen granit uppfördes 1910 vid västra sidan. Kyrkklockorna flyttades från klockstapeln upp i tornet. Det gamla vapenhuset flyttades ut på kyrkogården och blev förvaringsplats för äldre inventarier.
Kyrkorummet är präglat av Ärland Noreens restaurering 1950, då slutna bänkar tillkom och färgsättningen bestämdes med utgång från altaruppsatsen i barock. En ytterligare renovering företogs 1977.

## Klockstaplar
Två klockstaplar har funnits på kyrkogården. Första stapeln uppfördes 1743 och ersattes 1825 av en ny. När tornet färdigställdes 1910 skulle klockstapeln säljas till Västergötlands fornminnesförening och ställas på ett friluftsmuseum i Skara. Det dröjde till 1931 innan stapeln revs och forslades till Västergötlands museums fornby, där den sedan dess varit utställd.

## Inventarier
- Dopfunt, där cuppan av sandsten är tillverkad omkring år 1200 och har höjden 43 cm. Den är päronformad och har på mitten en repstav samt avslutas nedtill med en kraftig vulst. Den runda cementfoten är sentida. Centralt uttömningshål.[2]
- I koret hänger en ljuskrona i mässing från 1600-talet.
- Altaruppsatsen är i barock och anskaffad 1708. Troligen utförd av Gustaf Kihlman från Borås.

### Klockor
- Storklockan omgöts i Stockholm 1894.
- Lillklockan är av en senmedeltida typ och saknar inskrifter.[3]

### Orgel
- Orgeln med fasad är tillverkad av Tostareds Kyrkorgelfabrik, Tostared och installerad 1954 eller 1953. Den är placerad på västra läktaren och har åtta stämmor fördelade på två manualer och pedal.[4] Orgeln är pneumatisk. Tidigare användes ett harmonium.

| Huvudverk I        | Svällverk II      | Pedal      | Koppel   |
| Rörflöjt 8'        | Gedakt 8´         | Subbas 16´ | I/P      |
| Principal 4'       | Kvintadena 4'     |            | II/P     |
| Rauschkvint 2 chor | Gemshorn 2'       |            | II/I     |
|                    | Crescendosvällare |            | II 16'/I |

## Övrigt
Kyrkans exteriör och omgivning figurerar i inspelningen 1991 av den svenska dramafilmen filmen Änglagård.